# Kidnapped for Christ
Kidnapped for Christ («Secuestrado por Cristo») es un documental que relata las experiencias de varios adolescentes que fueron enviados a una escuela de ex-gais en Jarabacoa, en la República Dominicana. La película fue dirigida por Kate Logan; Lance Bass y Mike Manning son los productores ejecutivos.
El documental fue estrenado en el Slamdance Film Festival, en Park City (Utah), en enero de 2014.

## Trasfondo
«Escuela Caribe», actualmente llamada «Caribbean Mountain Academy» y que es parte de la empresa Crosswinds, Inc., es un internado para jóvenes «con problemas» cerca de la ciudad de Jarabacoa, en las montañas de la República Dominicana, pertenece a Horizons Youth Ministries, de Marion (Indiana), una organización evangélica. La escuela, fundada por Gordon Blossom en 1971, está localizada en un campus de 30 acres, rodeado de una verja, en la que habitualmente viven unos 45 estudiantes. El programa de la escuela se llamaba «Terapia de shock cultural». de acuerdo a los antiguos estudiantes de Escuela Caribe, los alumnos sufrían una serie de abusos, incluyendo trabajos forzados intensos, malos tratos físicos y emocionales.

## Desarrollo
Las partes de documental que transcurren en la escuela fueron rodados durante un periodo de siete semanas en 2006. La directora Kate Logan también entrevistó a antiguos alumnos, incluyendo a Julia Scheeres, autora del besteller Jesus Land, que sufrió los abusos en su propia piel durante su estancia en la década de 1980.

## Argumento
El documental explica con detalle las experiencias de varios adolescentes que fueron enviados a la fuerza por sus padres a la Escuela Caribe. La película se centra en las dificultades un estudiante de secundaria de Colorado, David, enviado por sus padres después de que les comunicase que era gay. La película también documenta las experiencias de dos chicas, Beth, que acabó en la escuela por un «desorden debilitante de ansiedad», y Tai, que fue enviada por problemas de conducta resultado de un trauma infantil.

## Estreno
Una proyección de prueba de la película fue realizada en el Sacramento International Gay and Lesbian Film Festival en octubre de 2013. Una campaña de Kickstarter fue lanzada en noviembre de 2013, para conseguir dinero para una edición completa. 
La película fue estrenada en el Slamfast Film Festival en la Treasure Mountain Inn en Park City (Utah), el 17 de enero de 2014. La película es uno de los ocho únicos documentales que han sido seleccionado entre más de 5000 cintas que fueron presentadas para el festival. Ganó el premio del público para documentales.
En julio de 2014, Showtime estrenó el documental en la televisión, incluyendo el canal Showtime 2 y Showcase, así como en su servicio bajo demanda.